# Phyllocladus magnificus
Phyllocladus magnificus es una especie de coleóptero de la familia Pyrochroidae.

## Distribución geográfica
Habita en Birmania.